# SKUDD "Đurđevdan"
SKUDD "Đurđevdan" je srpsko kulturno umjetničko i duhovno društvo iz Drežnice. Članovi društva su mještani sela Drežnica i Jasenak u okolici Ogulina.
Srbi su se doselili u Drežnicu u 17. stoljeću. Stoljećima su većinsko stanovništvo Drežnice i Jasenka. SKUDD "Đurđevdan" nastao je 1993. godine, nakon što je Drežnica ponovno dobila pravoslavnog svećenika, nakon dugog razdoblja bez svećenika i crkve Roždestva Presvete Bogorodice, još od vremena Drugog svjetskog rata. SKUDD "Đurđevdan" je prvo društvo srpske nacionalne manjine ovakvog profila u samostalnoj Republici Hrvatskoj. Prvo je kulturno-umjetničko društvo Srba iz Hrvatske, koje je gostovalo u Srbiji, nakon osamostaljenja Hrvatske. To se dogodilo 1997. godine. Također je prvo kulturno-umjetničko društvo, koje je ugostilo neko kulturno-umjetničko društvo iz Srbije. KUD Stari Dušanovac iz Beograda, nastupio je u Drežnici 2000. godine.
SKUDD "Đurđevdan" ima folklornu, glazbenu, pjevačku i dramsko-recitatorsku grupu. Do sada su zabilježeni nastupi u više obližnjih zemalja poput: Italije, Austrije, Švicarske, BiH, Kosova i dr.